# 独蕊草科
独蕊草科（学名：Hydatellaceae）也叫排水草科，现存一属约12种，分布在澳大利亚沿海、新西兰、塔斯马尼亚岛和印度东部一小块区域。

## 特征
本科植物为一年生水生植物，沉水或浮水，单叶围绕段茎生长，根在水下；小花单性或两性，形成总状花序，自花授粉；果实为瘦果。

## 分类
以前一直认为本科植物为一种单子叶植物，但Saarela et al.发现本科和睡莲科的基因最接近，且有胚胎学证据支持，因此是一种比较基底的被子植物， 所以将其从单子叶植物中剔除。
1981年的克朗奎斯特分类法将其单独分为一个独蕊草目，列在鸭跖草亚纲下，1998年根据基因亲缘关系分类的APG 分类法将其合并到禾本目中，2003年经过修订的APG II 分类法延续这种分类，但随着2007年的最新发现，APG网站把本科移入睡莲目。不过 Saarela et al.认为本科应该和睡莲目并列。
2009年APG III分类法正式把它列入睡莲目。

### 种系发生学
独蕊草科与其睡莲目亲属的关系如下：

|  | 独蕊草科 Hydatellaceae                                                     |
|  |                                                                            |
|  | \| \| 睡莲科 Nymphaeaceae \| \| \| \| \| \| 莼菜科 Cabombaceae \| \| \| \| |
|  |                                                                            |
|  | 睡莲科 Nymphaeaceae                                                        |
|  |                                                                            |
|  | 莼菜科 Cabombaceae                                                         |
|  |                                                                            |

|  | 睡莲科 Nymphaeaceae |
|  |                     |
|  | 莼菜科 Cabombaceae  |
|  |                     |

### 内部分类
2008年以前，植物学家曾将独蕊草科现存物种分为两属——排水草属（Hydatella）及独蕊草属（Trithuria），并以两个特征来区分两者：一、花单性或两性；二、果实有三瓣开裂或者无瓣不开裂。然而，研究者发现，两属花的类型与果实的形态实际上并无直接关连。另外，过去被视为两个不同属不同物种的澳洲西南特有种——Trithuria occidentalis及Hydatella dioica也被发现实为同一物种的雌株及雄株，因两性异形而被误认。植物学家因而将两属合并，成为单独的独蕊草属。
另外，存在于1.24亿年前的史前化石类群——古果属（Archaefructus）也依其形态而被视为现存独蕊草属的可能旁系群。